# 贏者通吃市場
一个赢家通吃市场是一个只是略微（1%）比竞争对手更好的产品或服务会得到不成比例地大（90%-100%）的對於这类产品或服务的份额或者所有收入的一个市场。当顶级生产者的产品获得比竞争对手更多的收益时，就会发生这种情况。赢家通吃市场的例子包括体育和娱乐市场。
- 互聯網行業
  - 搜索引擎
  - 即時通訊
- 暢銷書
- 演藝界
- 博彩業
- 戰爭
- 競技體育
- 戀愛

- 馬太效應

## 外部連結
- Winner-Takes-All Market （页面存档备份，存于）